# 第46屆凱薩獎
第46屆凱薩電影獎由Académiedes Arts et Techniques duCinéma頒發，於3月12日舉行。此獎頒發給2020年的最佳法國電影。由洛契迪·森姆主持，也是瑪莉娜·佛伊絲第一次主持節目。

## 獲奬及提名
第46屆凱薩電影獎的提名於2021年2月10日公佈。